# Кабанак Казо
Кабанак Казо (фр. Cabanac-Cazaux) насеље је и општина у јужној Француској у региону Миди Пирене, у департману Горња Гарона која припада префектури Сен Годан.
По подацима из 2011. године у општини је живело 128 становника, а густина насељености је износила 33,6 становника/km². Општина се простире на површини од 3,81 km². Налази се на средњој надморској висини од 399 метара (максималној 788 m, а минималној 380 m).

## Демографија
| 1962. | 1968. | 1975. | 1982. | 1990. | 1999. | 2011. |
| ----- | ----- | ----- | ----- | ----- | ----- | ----- |
| 66    | 74    | 87    | 94    | 106   | 108   | 128   |

График промене броја становника у току последњих година